# Ama-gi

以苏美尔语楔形文字書寫的^{ama-gi_{4}}

“Ama-gi”在苏美尔语寫作「𒂼𒄄」ama-gi4或“𒂼𒅈𒄄”ama-ar-gi4，指某人擺脫義務、債務、奴役、稅收、懲罰等狀態。「Ama-gi」一般公認是最早提及「自由」概念的文字紀錄，在現代也因此被用作自由意志主義的象徵。

## 蘇美爾語

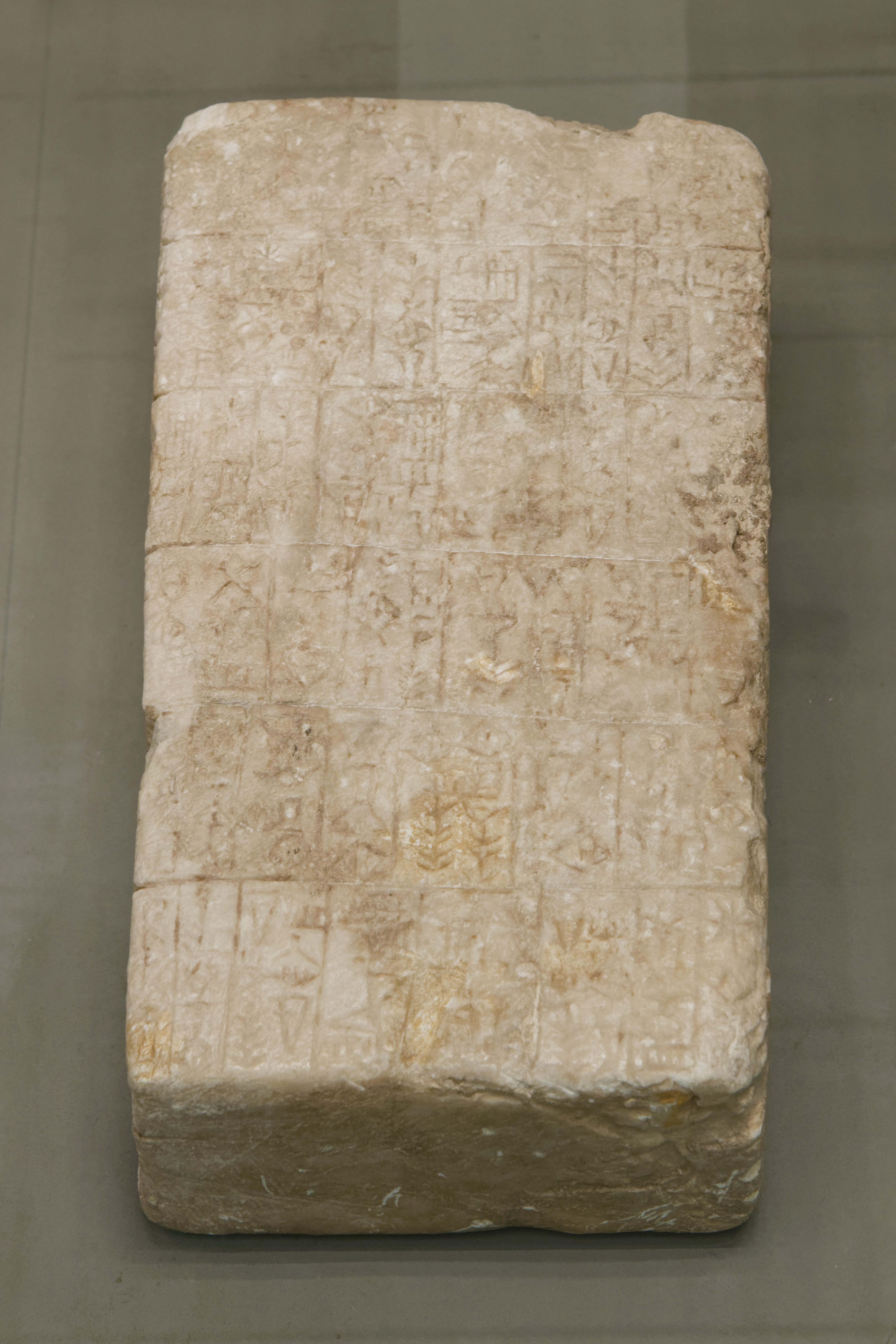
恩铁美那的基石上首度提及「Ama-gi」一詞

「Ama-gi」可譯作「自由」、「解放」、「免除債務或義務」、「恢復人身財產的原狀」（例如免除债务）等。其他翻譯則有「回復到以前的狀態」、“免于债务”、“奴役”、“税收”、“惩罚”等。
「Ama-gi」一词源于名词「ama」（「母亲」，有時會後附与格标记「ar」）和现在分词「gi4」（「返回、恢复、放回」），因此其字面意思為「回母親身邊」。亚述学家塞缪尔·诺亚·克莱默认为这是已知最早提及自由概念的文字紀錄。他在1963年提及其字面意思「回母親身邊」時寫到：「目前為止，我们仍然不知道該詞用指『自由』的原因」。
「Ama-gi」最早出现在恩铁美那的法令中，直譯為「子歸母，母歸子」。到了乌尔第三王朝，其已成為法律术语，直譯為「个人解放」。
在部份楔形文字文献中，「Ama-gi」則被翻译为阿卡德語的andurāru(m)，意为「自由」「豁免」「从（债务）奴役中解脱」等。

## 當代自由意志主义
许多自由意志主义組織都采用「Ama-gi」的楔形文字形式為标志，稱其為「已知最早描述『自由』或『解放』的單詞」。秘鲁自由政治研究所、格鲁吉亚新经济学院、自由意志主义出版公司自由基金會都使用該楔形文字為标志。它也是倫敦政治經濟學院哈耶克学会期刊的名称和标志。 英国音乐家弗兰克·特纳和艾伯塔省省长戴思敏，也都在前臂纹過这个符号。